# Pfitscher-Joch-Haus
Das Pfitscher-Joch-Haus (italienisch Rifugio Passo di Vizze) ist eine im Sommer bewirtschaftete Schutzhütte am Hauptkamm der Zillertaler Alpen auf 2276 m s.l.m. Höhe.

## Lage
Das Haus liegt auf der Südseite des Pfitscher Jochs, über welches die Grenze zwischen Italien und Österreich bzw. Südtirol und Tirol verläuft.

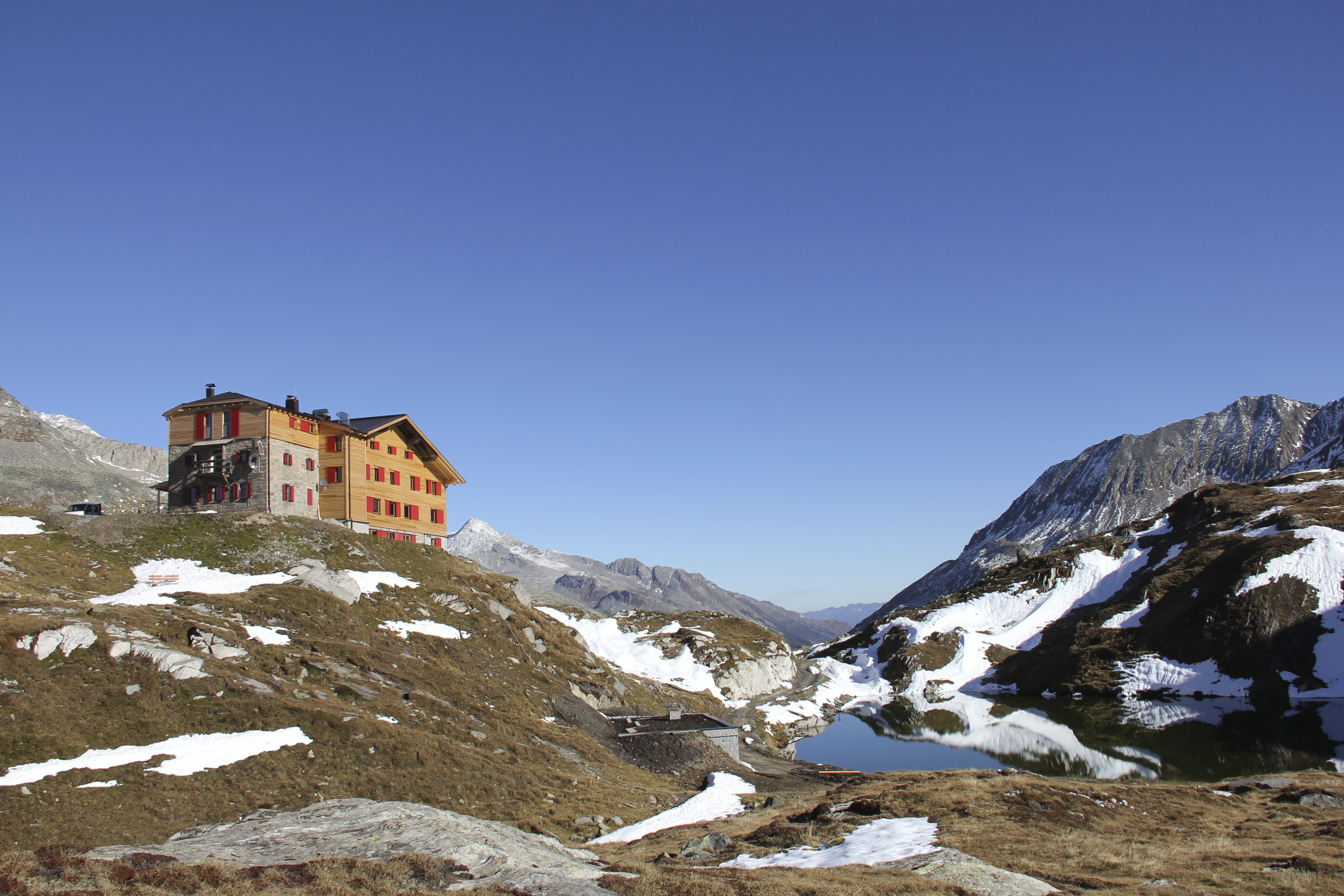
Haus mit östlichem Jochsee und Blick nach Norden.

Das Joch und die etwas höher liegende Hütte sind von allen Seiten durch Wanderwege erschlossen. So führt z. B. auch Etappe 11 des Traumpfads München–Venedig hier vorbei.
Im Sommer (Ende Juni bis Mitte September) fährt von der letzten Bushaltestelle bei den Angerhöfen im Pfitscher Tal der Shuttlebus Pfitscher Joch über Stein und die Parkplätze an den Kehren 3 und 4 der Zufahrtsstraße hinauf. Das obere Teilstück darf nur mit einer Sondergenehmigung befahren werden.

## Geschichte
Schon 1882 errichtete die Sektion Prag des Deutschen und Österreichischen Alpenvereins einen Reitweg von Zillertaler Seite auf das Pfitscher Joch, 1884 auch von Pfitscher Seite.
Alois Rainer, damals Wirt des Knappenhofes in St. Jakob in Pfitsch, errichtete ab 1888 die erste Schutzhütte am Pfitscher Joch, die 1890 eröffnet wurde und 28 Schlafplätze bereit hielt. Bereits 1910 wurde die Hütte durch einen Anbau wesentlich vergrößert.
In den Kriegsjahren 1914–1918 blieb die Schutzhütte geschlossen. Danach wurde sie großteils von der Finanzwache beschlagnahmt, die sie als Stützpunkt nutzte, nur ein kleiner Teil des Baus blieb als Schutzhütte bewirtschaftet. Das italienische Militär baute 1934–1937 den Weg von Pfitsch zu einer Straße aus.
Von 1943 bis 1945 war die Hütte geschlossen. Von 1945 bis 1996 wurde ein Teil des Hauses von der italienischen Finanzwache als Zoll- und Grenzstation genutzt. Wegen der Unruhen in Südtirol beginnend in den frühen 1960er Jahren wurde das Jochhaus 1965 vom italienischen Militär besetzt. Im Zuge des Südtirol-Terrorismus kam es im Mai 1966 zu einem Sprengstoffanschlag, bei dem der Holzteil des Hauses zur Gänze zerstört wurde und ein Beamter der Grenzwache ums Leben kam. Das Haus wurde schnell wieder renoviert, blieb aber bis 1969 militärisch besetzt.
Ab 1972 bauten Stephan Volgger und Paula Rainer, die Wirtsleute des Knappenhofes, das Haus neu, ein Teil des alten Gebäudes blieb weiterhin militärisch genutzt. Seit 1973 wird die Hütte wieder bewirtschaftet, zunächst nur im Tagesbetrieb, seit 1977 auch wieder für Übernachtungen. Seit 1977 sind Josef Volgger und Priska Rainer die Wirtsleute am Joch. 2008 übernahm deren Sohn Leopold Volgger den Familienbetrieb in fünfter Generation. 1992 wurde das Pfitscher-Joch-Haus als eine der ersten privaten Schutzhütten an das öffentliche Abwassernetz der Gemeinde Pfitsch angeschlossen. Dafür musste eine 3,3 km lange Kanalleitung vom Pfitscher-Joch-Haus (2276 m) nach Stein (1460 m) verlegt werden. Gleichzeitig wurde neben diesem Abwasserkanal eine Mittelspannungsleitung zum Jochhaus verlegt, welche die Stromversorgung der Hütte über ein privates Elektrizitätswerk im Tal gewährleistet. Das Dieselaggregat, mit dem die Hütte bis dahin mit Strom versorgt wurde, dient heute nur mehr als Notstromaggregat.
Im Sommer 2012 wurde das Pfitscher-Joch-Haus grundlegend umgebaut und erweitert. Dach, Fenster, Heizungs- und Sanitäranlagen wurden erneuert, der Speisesaal erweitert und für Übernachtungsgäste kamen einige Zimmer mit Dusche und WC hinzu. Auch wurde eine Biosauna mit Ausblick eingebaut, sowie speziell für Mountainbiker ein abschließbarer Radraum mit Stellplätzen für ca. 30 Mountainbikes und eigener Werkbank kombiniert mit dem Schuhraum eingerichtet.

## Übergänge
- Landshuter Europahütte
- Dominikushütte
- Furtschaglhaus
- Geraer Hütte
- Olpererhütte in ca. 6 Stunden